# Bāwal
Bāwal är en ort i Indien.   Den ligger i distriktet Rewari District och delstaten Haryana, i den norra delen av landet, 90 km sydväst om huvudstaden New Delhi. Bāwal ligger 266 meter över havet och antalet invånare är 13 318.
Terrängen runt Bāwal är mycket platt. Runt Bāwal är det tätbefolkat, med 369 invånare per kvadratkilometer. Närmaste större samhälle är Rewari, 14,5 km norr om Bāwal. Trakten runt Bāwal består till största delen av jordbruksmark.